# Peperomia fendleriana
Peperomia fendleriana är en pepparväxtart som beskrevs av C. Dc.. Peperomia fendleriana ingår i släktet peperomior, och familjen pepparväxter. Inga underarter finns listade i Catalogue of Life.